# DbExpress
dbExpress (DBX) – architektura sterowników do baz danych (RDBMS), która zastąpiła Borland Database Engine (BDE). dbExpress zostało wprowadzone po raz pierwszy wraz z produktami: Borland Delphi 6 i C++ Builder 6, ewoluowało i w najnowszym wydaniu dostępne jest wersji 4 w Embarcadero RAD 2010, Delphi 2010 (Delphi 14), C++ Builder 2010 (C++ Builder 14).
Embarcadero obecnie (RAD/Delphi/C++ Builder 2010 Enterprise/Architect) dostarcza sterowniki do wielu baz danych jak: Oracle, PostgreSQL, Firebird/InterBase, Embeded InterBase, DB2, Informix, Sybase/Microsoft SQL Server, MySQL. Dostępne są także sterowniki firm trzecich (np.: do bazy danych SQLite).
| Wersja dbExpress | Rok wprowadzenia | Wersja Delphi    | Wersja C++ Builder    |
| ---------------- | ---------------- | ---------------- | --------------------- |
| 1                | 2002             | Delphi 6         | C++ Builder 6         |
| 2                | ?                | ?                | ?                     |
| 3                | ?                | ?                | ?                     |
| 4                | 2009             | Delphi 2010 (14) | C++ Builder 2010 (14) |